# Kleopatra III.
Kleopatra III. Euergetis (altgriechisch Κλεοπάτρα Εὐεργέτις Kleopátra Euergétis; * zwischen 160 und 155 v. Chr.; † im Oktober 101 v. Chr.) war eine Königin Ägyptens aus der Dynastie der Ptolemäer und gilt als eines der machtbewusstesten und rücksichtslosesten Mitglieder dieser Familie. Sie war die Tochter des ägyptischen Königs Ptolemaios VI. und dessen Schwester Kleopatra II.

## Ehe mit Ptolemaios VIII.
Noch vor dem Dezember 146 v. Chr. schuf Ptolemaios VI. ein eponymes Priesteramt für Kleopatra III. im oberägyptischen Ptolemais. Ein solcher Kult für eine Prinzessin, die aber noch keine Königin war, ist einmalig in der Ptolemäergeschichte. Nach dem Tod des Ptolemaios VI. (145 v. Chr.) heiratete Kleopatra II. ihren zweiten Bruder Ptolemaios VIII., dessen Gunst allerdings rasch ihre Tochter gewann. Wahrscheinlich in der Zeit zwischen Mai 141 und Januar 140 v. Chr. fand die Hochzeit von Kleopatra III. und ihrem Onkel Ptolemaios VIII. statt, der damit eine zweite Ehe einging, ohne sich deswegen von seiner ersten Gemahlin zu trennen. Angeblich hatte Ptolemaios VIII. seine Nichte zuvor vergewaltigt. Neben Liebe mag die Zeugung weiterer Kinder – Kleopatra II. war schon über 40 Jahre alt – ein Heiratsgrund für den König, der bisher nur einen Thronfolger hatte, gewesen sein. Nach ihrer Heirat wurde Kleopatra III. gleichrangige Königin neben ihrer Mutter und in den Kult der theoí Euergétai („Wohltätergötter“) aufgenommen. In den erhaltenen Papyri aus dieser Zeit wird Kleopatra II. meist als adelphḗ (Schwester), ihre Tochter Kleopatra III. als gynḗ (Gattin) des Königs bezeichnet. Nur Letztere erhielt den Kulttitel theá Euergétis und wurde damit gegenüber ihrer Mutter ebenso aufgewertet wie durch die Schaffung eines weiteren Priesteramts in Ptolemais für sie.
Diese Doppelehe führte zweifellos zu Spannungen und Eifersüchteleien zwischen Mutter und Tochter. Es kam schließlich zum Bürgerkrieg zwischen Kleopatra II. einerseits sowie ihrer Tochter und ihrem Brudergemahl andererseits; die beiden Letzteren wurden Anfang 130 v. Chr. nach Zypern vertrieben. Als Ptolemaios VIII. bei der Wiedereroberung Ägyptens rasche Fortschritte machte, ernannte er zur propagandistischen Unterstützung Gegenpriester zum Alexanderpriester, der Kleopatra II. unterstützte. Auch ein neuer Priester namens Hieropolos wurde nun für Kleopatra III. eingesetzt, die in diesem Zusammenhang „als große Isis, die Göttermutter“ bezeichnet wurde und dadurch propagandistisch über ihre ebenfalls durch Priester göttlich verehrte Mutter gestellt werden sollte. Die Identifizierung der Königin mit der bedeutendsten ägyptischen Göttin Isis geht hier weiter als bei allen früheren ptolemäischen Königinnen: bereits die lebende basilissa (Königin) wird als reine Göttin ohne irdischen Anteil angesehen. Die Ägypter sollten sie als Inkarnation der Isis gegen ihre Mutter unterstützen.
Nach der Eroberung von Alexandria durch Ptolemaios VIII. und der zeitweiligen Vertreibung der Kleopatra II. söhnten sich die drei Herrscher 124 v. Chr., wenigstens äußerlich, wieder aus und regierten wieder gemeinsam, wie sich aus Datierungsformeln ergibt.
Ptolemaios VIII. und Kleopatra III. bekamen folgende Kinder:
- Ptolemaios IX. Soter II.
- Ptolemaios X. Alexander I.
- Tryphaina, Ehefrau von Antiochos VIII.
- Kleopatra IV., Ehefrau von Ptolemaios IX. und Antiochos IX.
- Kleopatra V. Selene, Ehefrau von Ptolemaios IX., Antiochos VIII., Antiochos IX. und Antiochos X.

## Herrschaft mit Ptolemaios IX.
Als Ptolemaios VIII. starb (28. Juni 116 v. Chr.), trat sein testamentarischer Wille in Kraft, laut dem Kleopatra III. mit demjenigen ihrer beiden Söhne, den sie bevorzuge, regieren solle und die Kyrenaika an seinen illegitimen Sohn Ptolemaios Apion, Zypern wahrscheinlich an den nicht an der Herrschaft beteiligten Sohn fallen solle. Damit hatte der König seiner jüngeren Gemahlin entgegen der Tradition, nach der automatisch der ältere Sohn nachfolgen müsste, viel Macht eingeräumt. Ihrem älteren Sohn Ptolemaios IX. nicht freundlich gesinnt, suchte sie den jüngeren, wohl fügsameren Sohn Ptolemaios X. zum Mitregenten zu machen, wurde aber daran von ihrer Mutter Kleopatra II. gehindert, die mit Hilfe von Heer und Volk Alexandrias durchsetzte, dass der ältere Sohn Kleopatras III. mit an der Herrschaft beteiligt wurde; Kleopatra II., ihre Tochter und ihr älterer Enkel bildeten nun eine Dreierregierung und wurden als theoí Philomḗtōres Sṓtēres verehrt; Ptolemaios X. erhielt Zypern.
Etwa Ende 116 v. Chr. starb Kleopatra II. und in den Papyri erscheinen nur noch Kleopatra III. und ihr Sohn als Herrscher, weiterhin mit dem Kulttitel theoí Philomḗtōres Sṓtēres, der Kontinuität signalisieren sollte.
115 v. Chr. schuf Kleopatra III. drei weitere eponyme Priesterinnenämter für sich: eine Stephanēphóros (Kranzträgerin), eine Phōsphóros (Fackelträgerin) und eine Hiéreia (Priesterin) für die Kleopátra Philomḗtōr Sṓtēira Dikaiosýnē Nikēphóros; mit den drei Letzteren, für einen idealen König stehenden Beinamen (Retterin, Gerechtigkeit, Siegerin) wollte sie wieder an Isis anknüpfen. Ihre Mutter scheint sie posthum aus dem Reichskult ausgeschlossen und damit über sie aus Hass eine damnatio memoriae verhängt zu haben.
In den Dokumenten wird Kleopatra III. vor ihrem Sohn genannt und dominierte damit die Regierung. Beginnend mit Kleopatra I. kann man so beobachten, dass die ptolemäischen Frauen immer mehr Macht im Vergleich zu den Männern an sich rissen, eine Entwicklung, die in der Herrschaft der berühmten Kleopatra VII. kulminierte.
Die Königinmutter erzwang auch 115 v. Chr., dass sich Ptolemaios IX. von seiner Schwestergemahlin Kleopatra IV. scheiden ließ und seine jüngere Schwester Kleopatra V. Selene heiratete, die wohl leichter lenkbar war als die willensstarke Kleopatra IV. Diese floh nach Syrien und heiratete den Seleukiden Antiochos IX., der damit zum Feind Kleopatras III. wurde.
Anscheinend reiste im August und September 115 v. Chr. nicht nur Ptolemaios IX., sondern auch seine Mutter und Gattin in den Süden Ägyptens bis an die Grenze Äthiopiens, wie einer Inschrift zu entnehmen ist. Die Priester in Elephantine und Philae wurden von der Königsfamilie besonders durch finanzielle und territoriale Zusagen berücksichtigt. Beim Nilfest von Elephantine spielte Ptolemaios IX. die traditionelle Pharaonenrolle. Die ganze Reise sollte wohl demonstrieren, dass die Regierung durchaus stabil war.
116/115 v. Chr. beauftragte Kleopatra III. den Eudoxos aus Kyzikos mit einer zweiten Indienreise.
Auch wenn Mutter und Sohn in den nächsten Jahren gemeinsam regierten, dürfte ihr Verhältnis nicht das Beste gewesen sein. Da die schriftlichen Quellen für diese Zeit äußerst spärlich sind, sucht die Forschung diese Spannungen aus Papyri und anderen Akten zu erschließen. Otto und Bengtson nehmen aufgrund solcher Zeugnisse an, dass Kleopatra III. ihren älteren Sohn von Oktober 110 bis Februar 109 v. Chr. durch Ptolemaios X. in der Herrschaft ersetzte, ebenso von März bis Mai 108 v. Chr. Diese Vermutung wird für die erste Zeitspanne heute eher nicht mehr geteilt; aber aus der letztgenannten Zeitspanne stammt wohl eine Inschrift, die die Kyrenaier an den König und seine Schwester richteten; anscheinend hatten sich Ptolemaios IX. und Kleopatra V. vor ihrer Mutter in die Kyrenaika zurückgezogen (Ptolemaios Apion dürfte erst nach 102 v. Chr. in der Kyrenaika regiert haben). Werner Huß (Ägypten in hellenistischer Zeit 332–30 v. Chr. S. 634) nimmt darüber hinaus aufgrund eines Fragments des Geschichtswerks Diodors (Bibliothḗkē historikḗ 34/35,20) einen militärischen Konflikt zwischen Mutter und Sohn an, wobei er Alexandria eroberte, aber seiner Mutter verzieh und wieder zur früheren Herrschaftsteilung zurückkehrte.
Ein wesentlicher Konfliktpunkt war in dieser Zeit (um 109/108 v. Chr.), dass Ptolemaios IX. gegen den Willen seiner Mutter den Antiochos IX. mit 6.000 Mann gegen den jüdischen Hohepriester Hyrkanos I. unterstützte.

## Herrschaft mit Ptolemaios X.
Im Oktober 107 v. Chr. wurde Ptolemaios IX. endgültig durch seine Mutter vertrieben. Porphyrios behauptet, dass Ptolemaios IX. im zehnten Regierungsjahr die Freunde seiner Eltern ermordet habe und wegen seiner Grausamkeit von seiner Mutter verjagt worden sei. Bei Iustinus (Epitoma historiarum Philippicarum Pompei Trogi 39,4,1) und Pausanias (Helládos Periēgēsis 1,9,2) kommt dagegen die gegenüber Kleopatra III. negativ eingestellte Literatur zu Wort: Sie habe ihren immer eigenständiger auftretenden Sohn nicht mehr kontrollieren können und die Alexandriner gegen ihn aufgehetzt; dabei seien ihr treu ergebene Eunuchen, die sich selbst verwundet hatten, ausgesandt worden und hätten fälschlicherweise behauptet, ihre Verletzungen hingen mit einem Attentat des Ptolemaios IX. gegen seine Mutter zusammen. Die Forschung schenkt im Allgemeinen der Kleopatra abgeneigten Tradition mehr Glauben.
Diesmal konnte Kleopatra III. die Alexandriner auf ihre Seite ziehen, und Ptolemaios IX. musste nach Zypern fliehen, während seine Gattin Kleopatra V. Selene und ihre beiden Söhne in Alexandria bleiben mussten. Ihren Lieblingssohn Ptolemaios X., der inzwischen von Zypern nach Pelusion gereist war, erhob sie nun statt seines älteren Bruders als Marionette zum Mitregenten, wie auch seine ägyptische Titulatur unterstreicht.
Nun begann man, um die neue Ära zu verkünden, eine neue (Doppel-)Zählung der Regierungsjahre: Das elfte Jahr der Kleopatra III. wurde mit dem achten Jahr des Ptolemaios X. gleichgesetzt. Auf dieses neue Herrschergespann ging nun auch der Kulttitel der theoí Philomḗtōres Sṓtēres über. Für Kleopatra III. wurde nun noch ein fünftes (!) Priesteramt im alexandrinischen Ptolemäerkult eingerichtet (zuerst ist als dieser Priester 107/106 der Stratege Zyperns, Helenos, bezeugt). Anfangs wurde Ptolemaios X. als Nachfolger seines Bruders Alexanderpriester, bis seine herrschsüchtige Mutter 105/104 v. Chr. selbst dieses höchste männliche Priesteramt übernahm und damit jede Tradition missachtete.
Kleopatra III. schickte ein Flottenkommando gegen Zypern, das Ptolemaios IX. besiegte und gefangen nahm, der aber fliehen und nach Seleukeia Pieria entkommen konnte; deswegen ließ die Königin den Chef ihres Geschwaders hinrichten. Kleopatra III. stiftete dann gegen ihren exilierten Sohn ein Attentat an, das aber scheiterte. Noch 106/105 v. Chr. eroberte Ptolemaios IX. Zypern zurück und konnte erneute Invasionsversuche seiner Mutter abwehren, da einige ihrer Feldherren (außer den jüdischen Brüdern Chelkias und Ananias) zu ihm überliefen.
Wahrscheinlich kam es auch bald zu Spannungen zwischen Kleopatra III. und ihrem jüngeren Sohn, der anscheinend um 105/104 v. Chr. floh, aber wieder zur Rückkehr überredet werden konnte.

## Kampf gegen Ptolemaios IX. in Syrien
103–101 v. Chr. bekämpfte Kleopatra ihren älteren Sohn auf seleukidischem Boden mit jüdischer Unterstützung; die verfeindeten Brüder Antiochos VIII. und Antiochos IX. waren mehr oder weniger zum Zuschauen degradiert. Als der jüdische Hohepriester und König Alexander Iannaios Anfang 103 v. Chr. Ptolemaïs (heute Akko) belagerte, wandten sich die Einwohner um Hilfe an Ptolemaios IX., der zusagte, um ein neues Aufmarschgebiet für eine Rückeroberung Ägyptens zu gewinnen. Doch rasch besannen sich die Bürger der bedrohten Stadt eines anderen und wollten doch allein gegen Iannaios kämpfen, um sich nicht den Zorn Kleopatras III. zuzuziehen.
Als Ptolemaios IX. doch bald auftauchte, verhandelte Alexander Iannaios mit ihm über einen Pakt, versuchte aber insgeheim Kleopatra III. zum Kampf gegen ihren Sohn zu bewegen. Der zyprische König durchschaute das Doppelspiel, fiel in Judäa ein und besiegte Iannaios bei Asophon am Jordan; auch Ptolemaïs fiel ihm in die Hände.
Durch diese Erfolge ihres Sohnes aufgeschreckt, beschloss Kleopatra III. einzugreifen. Die Juden Chelkias und Ananias wurden ihre Truppenführer. Ptolemaios IX. sollte in Koile-Syrien bekämpft und gleichzeitig der Rückzug nach Zypern abgeschnitten werden. Zur Sicherheit ließ Kleopatra III. ihre Enkel (Ptolemaios XI., Ptolemaios XII. und Ptolemaios von Zypern), ihre Schätze und ihr Testament in das Asklepios-Heiligtum auf der Insel Kos bringen. Die Königinmutter suchte auch die Unterstützung des Antiochos VIII., dem sie (wohl 103 v. Chr.) ihre Tochter Kleopatra V. Selene als Gattin und Hilfstruppen sandte.
Im Sommer 103 v. Chr. zogen Kleopatra III., Chelkias und Ananias als Führer des Landheers gegen Ptolemaïs, wohin auch Ptolemaios X. mit der Flotte segelte, um diese wichtige Stadt vereint einzunehmen. Etwa Anfang 102 v. Chr. gelang die Eroberung, an der auch der ägyptische General Petimuthes wesentlichen Anteil gehabt haben dürfte, wie die Inschrift seiner Statue in Karnak zeigt. Aus ihr kann man auch ersehen, dass ägyptische Kommandanten am Krieg teilnahmen, nicht nur Juden, wie dies Josephus suggeriert.
Während der Belagerung von Ptolemaïs scheint das Heer der Kleopatra III. dreigeteilt worden zu sein. Chelkias eilte mit der größten dieser Heeresgruppen Ptolemaios IX. nach, der rasch gegen das nun wohl nur schwach verteidigte Ägypten vorrückte; allerdings starb der jüdische Feldherr während des Verfolgungsmarsches. Die zweite Heeressäule dürfte unter der Leitung von Ananias und Kleopatra III. Ptolemaïs belagert und nach der Einnahme zerstört haben. Dorthin kam nun Alexander Iannaios, um der Königinmutter zu huldigen. Die Idee einiger hochrangiger Ägypter, Judäa wieder ins Ptolemäerreich einzubeziehen, bekämpfte Ananias erfolgreich, indem er darauf hinwies, dass ein solcher Schritt den Ptolemäern den Hass aller Juden zuziehen würde. Stattdessen schloss Kleopatra III., vielleicht auch unter Berücksichtigung der Tatsache, dass Judäa mit der Weltmacht Rom verbündet war, mit Iannaios einen Pakt. Indessen war offenbar Ptolemaios X. mit der dritten Heeresabteilung gegen Damaskus gezogen.
Ptolemaios IX. konnte nicht weit in Ägypten eindringen, und Kleopatra III. entsandte rechtzeitig Truppen (unter Führung des Ptolemaios X.?) in das Nilland, die ihren älteren Sohn vertrieben. Im Februar 102 v. Chr. befand sich Ptolemaios X. mit seinem Heer in Pelusion und schützte es vor seinem Bruder, der sich nun wieder nach Zypern zurückzog.

## Tod
Auch Kleopatra kehrte nun nach Ägypten zurück, ließ aber Teile ihrer Truppen bis September 102 v. Chr. in Ptolemaïs zur Abschreckung Ptolemaios’ IX. stationiert. Bald darauf, im Oktober 101 v. Chr., starb sie. Nach einigen antiken Autoren wurde sie von ihrem jüngeren Sohn ermordet, da sie angeblich zuerst ihn umbringen lassen wollte. Wenn diese Darstellung auch manchmal bezweifelt wurde, ist sie doch nicht unwahrscheinlich. Die Konflikte könnten durch ein selbstbewussteres Auftreten des Sohnes, der sich vielleicht durch seine Kriegserfolge bestärkt fühlte, gegenüber seiner Mutter sowie deren offenbar maßlose Herrschsucht eskaliert sein.